# フィリップ・スタルク

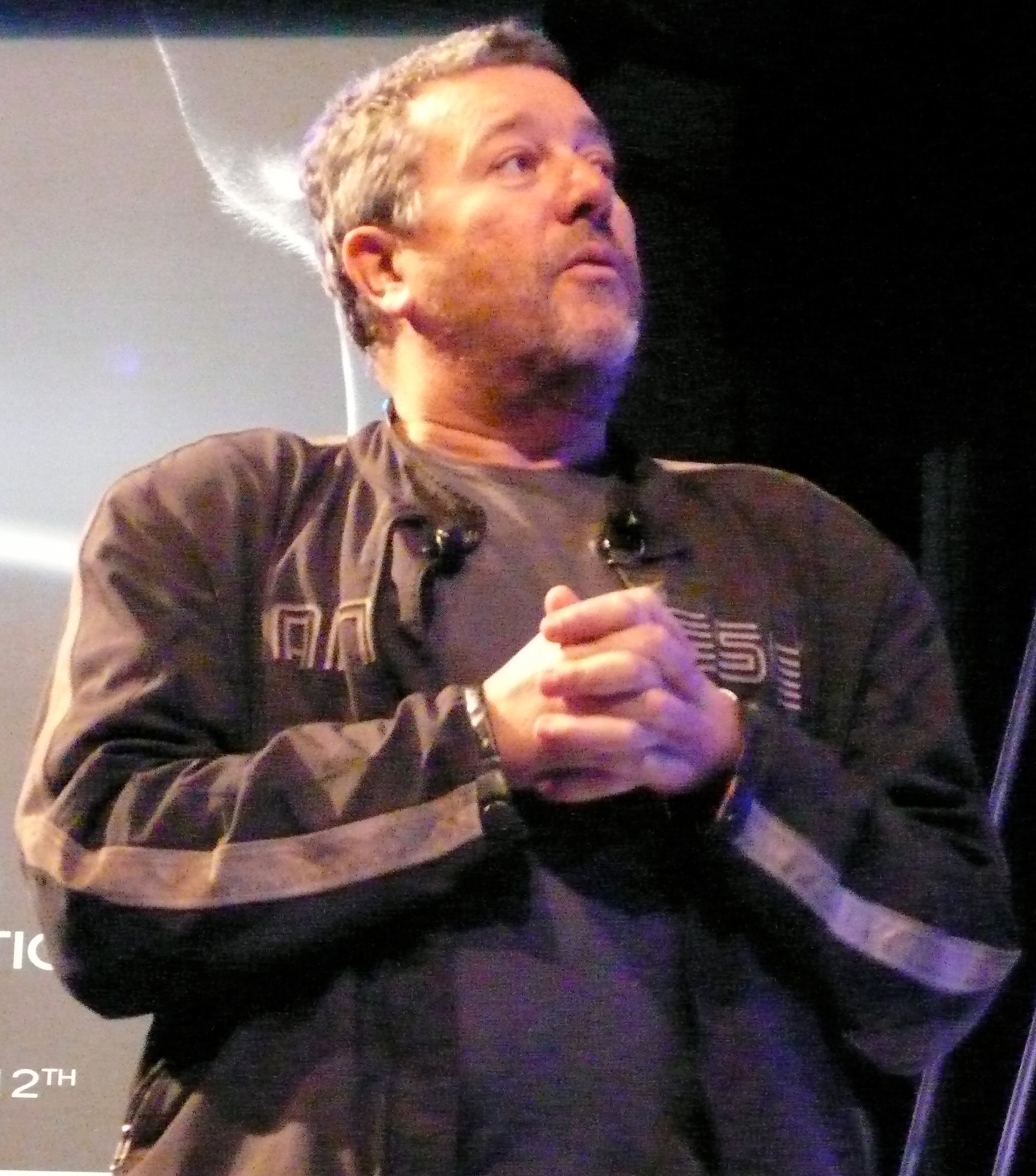
フィリップ・スタルク（2007年）

フィリップ・スタルク（Philippe Starck, 1949年1月18日 - ）は、フランスのデザイナー。建築・インテリア・家具・食器・出版物・インダストリアルデザイン等さまざまな分野のデザインを総合的に手がける。

## 人物・来歴
- 1949年 フランスのパリに生まれる。
- 1968年 パリのカモンド美術学校卒。最初のデザイン事務所を設立。
- 1969年 ピエール・カルダンの会社のアート・ディレクターになる。インテリアデザイン及びプロダクトデザインを担当した。
- 1973年 退社。
- 1977年 UBIK社設立。UBIKとは、フィリップ・K・ディックの小説のタイトルである。
- 1979年 アメリカでスタルク・プロダクト社を設立。
- 1982年 当時のフランス大統領 フランソワ・ミッテランの目に止まったことにより、一躍脚光を浴び始める。

## 作品

### 日本国外での建築物・インテリア
- 1989年- アランミクリの直営店インテリア（日本国内および海外）
- 1996年 モンドリアン・ホテル
- 200?年 北京、LAN CLUB 蘭会所

### 日本での建築物・インテリア

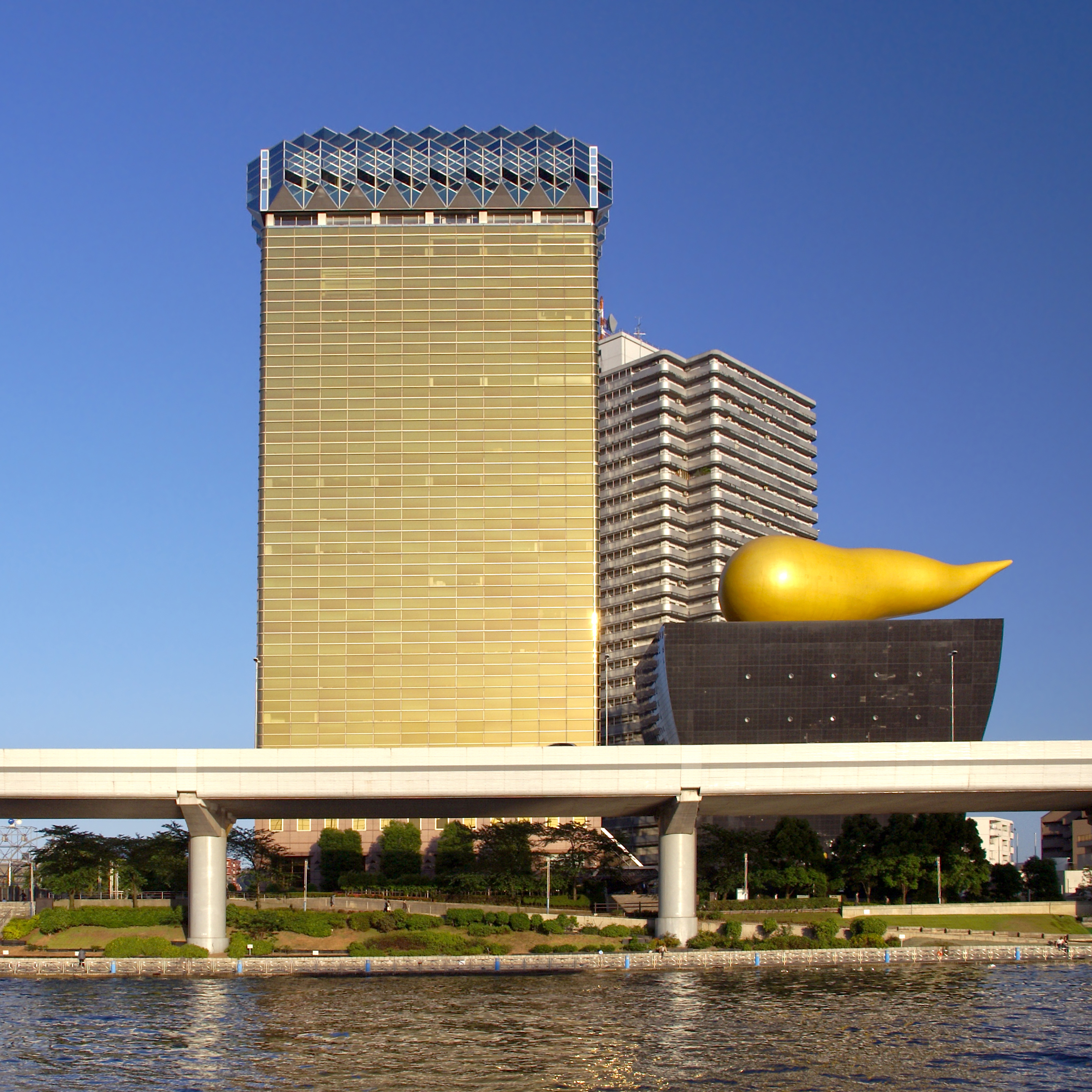
アサヒビールスーパードライホール（右）

- 1987年 東京、神宮前レストラン「マニン」（インテリア）
- 1988年 東京、「カフェ・ミスティーク」（インテリア及びエクステリア）
- 1989年 東京、墨田区吾妻橋（浅草の近く）「アサヒビールスーパードライホール・フラムドール」
- 1989年 東京、白金台「ユーネックス・ナニナニ」
- 1992年 大阪、中央区「バロン・ベール」

日本企業と提携した例では以下の物がある。
- 1998年 セブン-イレブン向けの各種文房具
- 1999年 フジフイルム（デジタルカメラ試作）
- 2003年 ソニー（AV機器組み込み家具試作）